# Le Muy
Le Muy är en kommun i departementet Var i regionen Provence-Alpes-Côte d'Azur i sydöstra Frankrike. Kommunen ligger i kantonen Le Muy som tillhör arrondissementet Draguignan. År 2022 hade Le Muy 9 882 invånare.

## Befolkningsutveckling
Antalet invånare i kommunen Le Muy
| Referens: INSEE |